# Hordeum montanense
Hordeum montanense är en gräsart som beskrevs av Frank Lamson Scribner och William James Beal. Hordeum montanense ingår i släktet kornsläktet, och familjen gräs. Inga underarter finns listade i Catalogue of Life.